# 주식자본

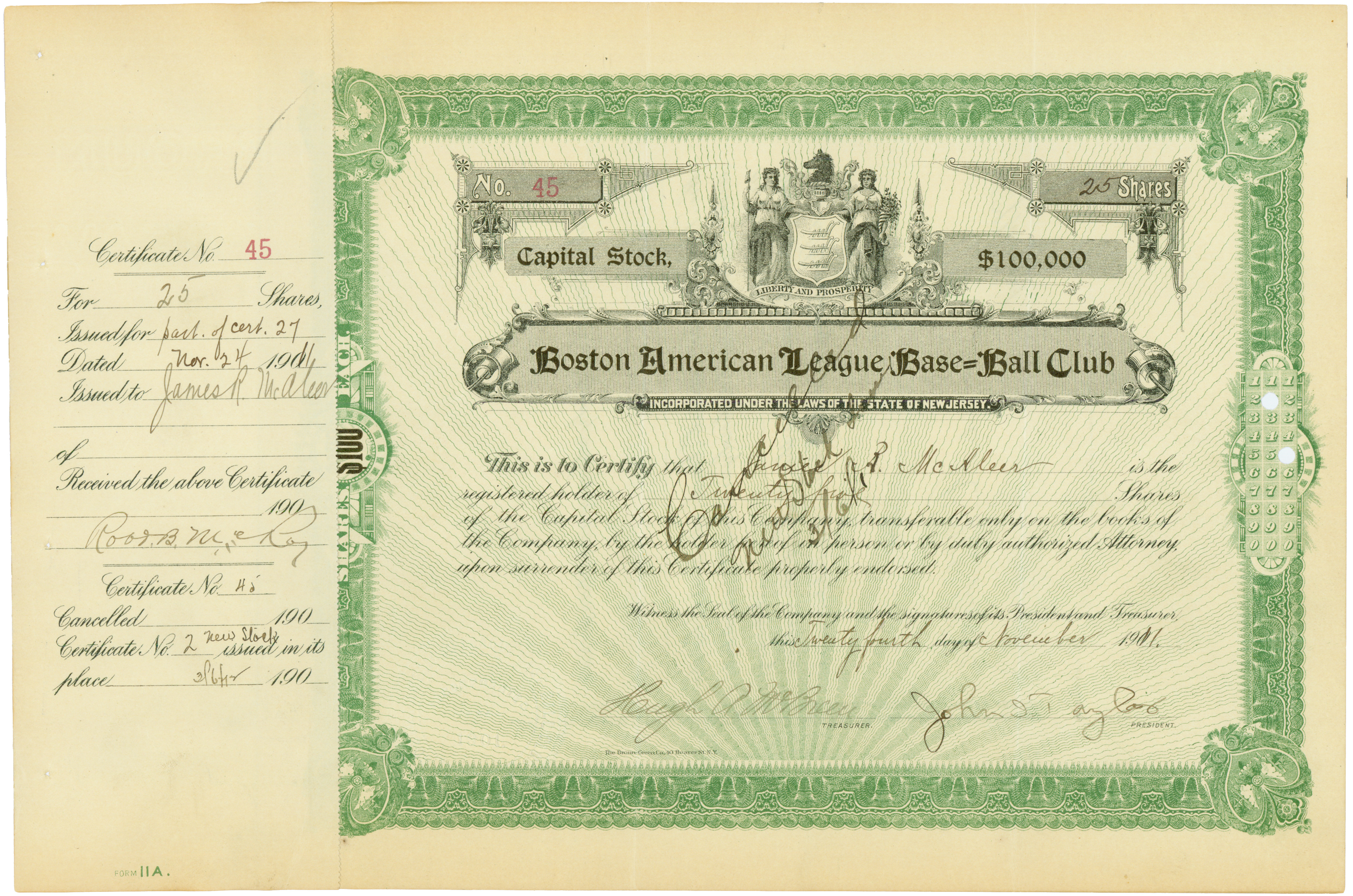
보스턴 아메리칸 리그 베이스볼 클럽의 주식 증서에는 자본금이 100,000$로 표시되어 있다.

주식자본 또는 셰어 캐피털(share capital)은 일반적으로 현금으로 주주에게 기업의 주식을 발행하여 얻은 기업의 지분 부분이다. 주식 자본은 기업의 주식 구조를 구성하는 주식의 수와 유형을 나타낼 수도 있다.

## 정의
회계에서 기업의 주식 자본은 발행된 주식의 명목 가치(즉, 액면가의 합계, 때로는 주권에 표시됨)이다. 권리 발행과 같이 주식의 할당 가격이 액면가보다 높은 경우, 주식은 프리미엄(주식 프리미엄, 추가 납입자본금 또는 액면 초과 납입자본금이라고도 함)으로 판매된다고 한다.

## 같이 보기
- 재무상태표
- 자본잠식
- 시가총액
- 자본잉여금